# Clanis hyperion
Clanis hyperion là một loài bướm đêm thuộc họ Sphingidae. Nó được tìm thấy ở miền nam Trung Quốc (Vân Nam) tới miền bắc Thái Lan và đông bắc Ấn Độ.
Con trưởng thành bay từ tháng 3 đến tháng 10 in Thailand.